# Памятник Низами Гянджеви (Чебоксары)
Памятник Низами Гянджеви — памятник классику персидской поэзии Низами Гянджеви. Воздвигнут 24 февраля 2004 года в Южном посёлке города Чебоксары.
На торжественном открытии памятника присутствовал чрезвычайный и полномочный посол Азербайджанской Республики в Российской Федерации Рамиз Гасангулу оглы Ризаев. Также в церемонии открытия приняли участие деятели культуры и искусства, представители общественности и жители города Чебоксары.
Автор памятника — народный скульптор Азербайджанской Республики, ректор Азербайджанской государственной академии художеств Омар Эльдаров.